# 马礼堂
马礼堂（1903年—1988年），字步周，号志然、又号笑我，男，直隶（今河北）河间人，中国武术家、气功师。

## 师承
师从张占魁、刘纬祥（郭云深弟子）、杜心武等。

## 弟子
知名弟子尚济等。